# Tres amigos en una fantástica aventura
Tommy Tricker and the Stamp Traveller es un largometraje infantil canadiense estrenado en 1988.

## Sinopsis
Las aventuras de un niño y su hermana, quienes descubren la habilidad de viajar por el mundo a través de estampillas.